# Джурджевич, Игнят
Игнят Джурджевич, также Иньяцио Джорджи, собственно Нико Мария Джурджевич (хорв. Ignjat Đurđević, итал. Ignazio Giorgi 13 февраля 1675, Дубровник — около 21 января 1737, Дубровник) — хорватский поэт и переводчик, писал на хорватском, итальянском и латинском языках.

## Биография
Из знатной и богатой семьи. Учился в дубровницкой школе ордена иезуитов. Участвовал в политической жизни Дубровника. Начал писать стихи, переводил библейские псалмы, поэму Вергилия Энеида. Переехал в Италию, в Риме вступил в орден иезуитов. Принял имя Игнят в честь Игнатия Лойолы. В начале 1705 году вышел из ордена, ссылаясь на плохое здоровье. В 1706 году вернулся в Дубровник, поступил в бенедиктинский монастырь Св. Иакова. Писал стихи по латыни. Конец жизни провел в бенедиктинском монастыре на острове Млет.

## Сочинения
- Uzdasi Mandaljene pokornice (Венеция, 1728)
- Saltijer slovinski (Венеция, 1729, переложения псалмов)